# Роман (Лукин)
Архиепи́скоп Рома́н (в миру Алексей Александрович Лукин; род. 11 октября 1968, Прохладный, Кабардино-Балкарская АССР) — архиерей Русской православной церкви, архиепископ Якутский и Ленский (с 2011).

## Биография
Родился 11 октября 1968 года в городе Прохладном Кабардино-Балкарской АССР, в православной семье. Мать дала обет посвятить его Богу.
По окончании восьми классов ему пришлось идти учиться в Профессионально-техническое училище, чтобы одновременно работать и поддерживать семью; окончил училище в 1987 году.
В июле 1987 года принят в иподиаконский состав архиепископа Ставропольского Антония (Завгороднего).
В декабре того же года призван для прохождения срочной воинской службы.
В декабре 1989 года принят в 1 класс Ставропольского епархиального училища имени святителя Игнатия Брянчанинова. В 1990 году переведён во второй класс реорганизованной Ставропольской духовной семинарии.
С 1990 года нес послушание иподиакона митрополита Ставропольского и Бакинского Гедеона (Докукина).
20 марта 1992 года, обучаясь на третьем курсе, в храме Ставропольской духовной семинарии был пострижен в монашество с именем Роман в честь преподобного Романа Сладкопевца. Постриг совершил архимандрит Евгений (Решетников), который стал его духовным отцом.
7 апреля того же года в Андреевском соборе города Ставрополя митрополитом Ставропольским и Бакинским Гедеоном был рукоположён в сан иеродиакона. 9 августа того же года в Крестовоздвиженском храме Кисловодска — в сан иеромонаха.
В течение последнего года учебы нес послушания благочинного семинарского храма и исполнял обязанности заведующего канцелярией семинарии.
По окончании семинарии назначен на должность настоятеля храма святителя Игнатия Ставропольского, исполняющего обязанности инспектора, а также преподавателя литургики и нравственного богословия Ставропольской Семинарии.
С 18 октября 1993 года — ответственный секретарь, а с 14 мая 1994 года — главный редактор газеты «Православное слово».
В 1995 году, за усердное служение Церкви Божией ко дню Святой Пасхи Патриархом Московским и всея Руси Алексием II награждён наперсным крестом.
В том же году поступил на очное отделение Московской Духовной Академии, которую окончил в 1999 году со степенью кандидата богословия защитив диссертацию на тему: «Аскетические воззрения архиепископа Феодора (Поздеевского)».
Окончил МДА, вернулся в Ставрополь, где нёс послушание инспектора духовной семинарии.
С 1999 года — проректор Ставропольской духовной семинарии.
В 2000 году согласно указу Святейшего Патриарха Московского и всея Руси Алексия II, ко дню Святой Пасхи возведён в сан игумена.
В 2004 году окончил психологический факультет Института Дружбы народов Кавказа в Ставрополе.
С 2005 года — настоятель кафедрального собора святого апостола Андрея Первозванного. Неоднократно совершал пастырские поездки в Чеченскую Республику и Республику Ингушетию.
7 апреля 2006 года за Божественной литургией в Ставропольском Андреевском соборе епископом Ставропольским и Владикавказским Феофаном (Ашурковым) возведён в сан архимандрита.
За время служения в Ставропольской епархии стал инициатором большой социальной и образовательной работы.

### Архиерейство
6 октября 2008 года, в связи с прошением епископа Феофана, постановлением Священного Синода определено быть епископом Михайловским, викарием Ставропольской епархии.
25 декабря 2009 года постановлением Священного Синода, по результатам состоявшегося согласования с католикосом-патриархом всея Грузии Илиёй II, как клирик Московской епархии направлен в Тбилиси для пастырского служения среди русскоязычных верующих с поручением в необходимых случаях также представлять позицию Русской Православной Церкви. Это стало первым назначением клирика Русской Церкви в Грузию в последние десятилетия. В Россию был направлен архимандрит Грузинской православной церкви архимандрит Вахтанг (Липартелиани).
С 4 января 2010 года по благословению предстоятеля Грузинской Церкви приступил к служению в Тбилисском храме Апостола Иоанна Богослова. 6 января прибыл в Тбилиси.
30 мая 2011 года постановлением Священного Синода определено быть епископом Якутским и Ленским.
17 июня 2011 года в крестовой церкви Патриаршей резиденции в Чистом переулке в Москве состоялось наречение архимандрита Романа во епископа Якутского и Ленского.
19 июня 2011 года в храме Христа Спасителя рукоположён в сан епископа Якутского и Ленского. Хиротонию совершили: Патриарх Московский и всея Руси Кирилл, митрополит Крутицкий и Коломенский Ювеналий (Поярков), митрополит Саранский и Мордовский Варсонофий (Судаков), митрополит Боржомский и Бакурианский Серафим (Джоджуа) (Грузинская Православная Церковь), митрополит Оренбургский и Бузулукский Валентин (Мищук), архиепископ Истринский Арсений (Епифанов), архиепископ Верейский Евгений (Решетников), архиепископ Челябинский и Златоустовский Феофан (Ашурков), архиепископ Сергиево-Посадский Феогност (Гузиков), епископ Зарайский Меркурий (Иванов), епископ Саратовский и Вольский Лонгин (Талыпин), епископ Пятигорский и Черкесский Феофилакт (Курьянов), епископ Солнечногорский Сергий (Чашин).
С 1 октября 2011 года — член Общественной палаты Республики Саха (Якутия).
В первые же годы управления епархией ему удалось открыть Якутскую духовную семинарию, Спасский мужской монастырь, Андреевский мужской монастырь в городе Мирном, Старо-Покровский монастырь в городе Покровске, возобновить выпуск Якутских епархиальный ведомостей. Интенсивно развивается миссионерское и социальное служение.
25 ноября 2012 года, в память о праздновании 380-летия вхождения Якутии в состав России и служения по этому случаю Божественной литургии в Храме Христа Спасителя города Москвы, награждён Святейшим Патриархом Московским и всея Руси Кириллом памятной панагией.
13 мая 2013 года избран почётным профессором Института дружбы народов Кавказа.
20 мая 2014 года избран членом Общественной палаты Республики Саха (Якутия) второго созыва.
23 октября 2014 года Священным Синодом избран членом комиссии Межсоборного присутствия по вопросам организации Церковной миссии.
С 2014 года организовал выпуск периодического издания «Сборника трудов Якутской духовной семинарии», который включён в Общецерковный перечень рецензируемых изданий.
1 февраля 2016 года в кафедральном соборном Храме Христа Спасителя в Москве Патриархом Кириллом был возведён в сан архиепископа.
15 октября 2018 года решением Священного Синода назначен ректором Якутской духовной семинарии.
13 мая 2021 года избран членом Общественной палаты Республики Саха (Якутия) IV состава.
27 мая 2021 года избран в Общественный совет при Следственном управлении Следственного комитета Российской Федерации по Республике Саха (Якутия).
В декабрe 2022 года Бюро Президиума Всемирного Русского Народного Собора в соответствии с уставом утвердило протокол учредительного собрания Якутского регионального отделения, председателем которого избран архиепископ Якутский и Ленский Роман.
4 декабря 2022 года, в память о праздновании 390-летия вхождения Якутии в состав России и служения по этому случаю Божественной литургии в Успенском соборе Московского Кремля, награждён Святейшим Патриархом Московским и всея Руси Кириллом памятной панагией.
С 24 мая 2023 года является действительным членом Императорского Православного Палестинского Общества.
11 октября 2023 года Глава Республики Саха (Якутия) А. Н. Николаев подписал указ о присвоении архиепископу Якутскому и Ленскому Роману почетного звания «Заслуженный работник культуры Республики Саха (Якутия)».
Награда была вручена архипастырю «за поддержание и укрепление мира и согласия, восстановление и строительство храмов, активное духовно-нравственное просвещение и патриотическое воспитание общества».
В мае 2024 года избран членом V созыва Общественной палаты РС (Я) в комиссии по вопросам культуры, искусства, средств массовой информации, межнациональных и межрелигиозных отношений и духовного наследия Общественной палаты РС(Я).

## Труды
книги
- Якутия: миссия вчера и сегодня. — Якутск: Межъепархиальный центр подготовки церковных специалистов Якутской епархии, 2025

статьи
- Вечная память: Митрополит Ставропольский и Владикавказский Гедеон // Журнал Московской Патриархии. 2003. — № 9. — С. 46-49.
- Новости Ставропольской епархии: второе Крещение Осетии // Журнал Московской Патриархии. 2006. — № 1. — С. 54-55.
- Юбилей Ставропольской Духовной семинарии // Журнал Московской Патриархии. 2006. — № 7. — С. 59-63.
- Ставропольская епархия: история и современность // Журнал Московской Патриархии. 2007. — № 10. — С. 29-49.
- Без Господа мы ничего не сможем (интервью с епископом Боржомским) // pravmir.ru, 25 августа 2010
- Старец (архимандрит Филарет) // pravmir.ru, 22 сентября 2010
- Святитель Иннокентий (Вениаминов), митрополит Московский и Коломенский и его деятельность в Якутске с 1853 по 1860 гг // Сборник трудов Якутской духовной семинарии. Выпуск I. Якутск, 2014. — С. 6-19
- Актуальность эпистолярного наследия святителя Иннокентия, Митрополита Московского и Коломенского для XX—XXI вв. // Сборник трудов Якутской духовной семинарии. Выпуск 3. — Якутск, 2016. — С. 10-20.
- Христианство — религия победы // Сборник трудов Якутской духовной семинарии. Выпуск 7. — Якутск, 2020. — С.11-17.
- Русская Православная Церковь в XX столетии // Сборник трудов Якутской духовной семинарии. Выпуск 8. — Якутск, 2020. — С.13-15.
- Два святителя: введение к сравнительной характеристике личностей святителей Иннокентия (Вениаминова) и Игнатия (Брянчанинова) // Сборник трудов Якутской духовной семинарии. Выпуск 11—12. — Якутск, 2021. — С. 95-104
- Значение учреждения Якутской Епархии для региона и России // Сборник трудов Якутской духовной семинарии. — 2024. — Вып. 20. — С. 1–15. — doi:10.24412/2686-9497-20-1-15.

редакция
- Архиепископ Феодор Поздеевский. Жизнеописание. Избранные труды / Сост. иеромонах Роман (Лукин). — М.: Свято-Троицкая Сергиева Лавра 2000. — 400 с.
- Феофан (Ашурков), еп. Храмы града Креста / еп. Феофан (Ашурков); ред. архим. Роман (Лукин). — Ставрополь : Издательский центр Ставропольской Духовной Семинарии, [б. г.]. — 40 с.
- Ставропольская Православная Духовная Семинария: 160 лет / сост.: Е. Бронский, Д. Моничев; ред. архим. Роман (Лукин). — Ставрополь : Издательский центр Ставропольской Духовной Семинарии, 2006. — 12 с.
- Богомудрый наставник. Житие святителя Игнатия Брянчанинова, епископа Кавказского и Черноморского / ред. архим. Роман (Лукин). — Ставрополь : Издательский центр Ставропольской Духовной Семинарии, 2007. — 32 с. — ISBN 978-5-93078-513-5
- Симфония по письмам святителя Игнатия Брянчанинова / ред. архим. Роман (Лукин). — Ставрополь : Ставропольская Духовная Семинария, 2007. — 368 с. — ISBN 978-5-93078-507-4

интервью
- Епископ Якутский и Ленский Роман: Я родился монахом // Логос (якутская молодежная православная газета. 2011. — № 2 (28), июнь
- Епископ Якутский Роман: О Кавказе, морозе −60, о мечтах и послушании архиерея (+ ВИДЕО) // pravmir.ru, 14 мая 2012
- Епископ Якутский Роман: «Зимы не заметил!..» // patriarchia.ru, 14 июля 2012
- Епископ Якутский и Ленский Роман: Нужно, чтобы якуты снова вернулись в Православие // patriarchia.ru, 16 октября 2012
- Епископ Якутский Роман: Самое главное — не внешние условия, а внутреннее состояние // patriarchia.ru, 16 ноября 2012
- Епископ Якутский Роман: Двадцать лет Якутская епархия общими усилиями развивается и крепнет с каждым годом // pravmir.ru, 26 февраля 2013
- Епископ Якутский и Ленский Роман: «Дойти до окраин» // patriarchia.ru, 13 августа 2015

## Награды
Церковные:
- 2002 — орден святителя Иннокентия митрополита Московского и Коломенского III степени (Русская Православная Церковь);
- 2012 — юбилейная медаль «В память 200-летия победы в Отечественной войне 1812 года» (Русская Православная Церковь);
- 2013 — медаль «Каложскага Крыжа» III степени (Белорусский экзархат);
- 2013 — орден святителя Кирилла Туровского I степени (Белорусский экзархат);
- 2013 — орден святого благоверного князя Киевского Ярослава Мудрого (Украинская Православная Церковь);
- 2013 — орден святой равноапостольной Марии Магдалины III степени (Польская Православная Церковь);
- 2013 — грамота Синода Белорусской Православной Церкви в память празднования 1025-летия Крещения Руси;
- 2014 — Патриарший знак «700-летие преподобного Сергия Радонежского»;
- 2015 — Юбилейная медаль «В память 1000-летия преставления равноапостольного великого князя Владимира»;
- 2018 — орден прп. Серафима Саровского III ст.;
- 2021 — памятный знак Императорского православного палестинского общества «Медаль имени архимандрита Антонина (Капустина)».

Светские:
- 2005 — медаль «10 лет Институту дружбы народов Кавказа»;
- 2008 — медаль «За заслуги перед Ставропольским краем»;
- 2008 — медаль «Патриот России»;
- 2012 — юбилейный знак «380 лет Якутия с Россией»;
- 2012 — медаль Уссурийского войскового казачьего общества «Николай Муравьев-Амурский»;
- 2012 — юбилейный знак «380-летие основания города Якутска»;
- 2013 — юбилейный знак «370 лет Среднеколымску»;
- 2013 — почетный знак «За вклад в развитие Вилюйского улуса»;
- 2013 — юбилейный знак Управления ФСКН России по РС(Я);
- 2013 — благодарность Президента Республики Саха (Якутия);
- 2014 — знак за заслуги перед Усть-Майским улусом (районом);
- 2015 — серебряная медаль ФСИН «За вклад в развитие уголовно-исполнительной системы в России»;
- 2015 — почетный знак Республики Саха «За укрепление мира и дружбы народов»;
- 2016 — медаль «За веру и службу России» Якутского казачьего полка;
- 2017 — юбилейный знак Республики Саха (Якутия) «385 лет Якутия с Россией»;
- 2017 — нагрудный знак "Отличник молодежной политики Республики Саха (Якутия);
- 2018 — почетная грамота Главы Республики Саха (Якутия);
- 2018 — нагрудный знак «За вклад в развитие семейной политики»;
- 2018 — орден Российского совета ветеранов и органов ВД и ВВ «За заслуги»;
- 2020 — медаль «ХХХ МЧС России»
- 2020 — знак отличия «Гражданская доблесть» Республики Саха (Якутия);
- 2020 — юбилейный памятный знак Министерства просвещения Российской Федерации «80 лет системе профессионально-технического образования»;
- 2022 — золотая медаль ФСИН «За вклад в развитие уголовно-исполнительной системы России»;
- 2022 — Юбилейный знак городского округа «город Якутск» «390 лет со дня основания города Якутска»;
- 2022 — Юбилейный знак Республики Саха (Якутия) «100 лет Якутской АССР»;
- 2022 — Медаль «90 лет гражданской обороне»;
- 2023 — Грамота Правительства Республики Саха (Якутия);
- 2023 — Почетное звание «Заслуженный работник культуры Республики Саха (Якутия)»;
- 2024 — Орден Дружбы (8 февраля 2024 года) — за вклад в сохранение и развитие духовно-нравственных традиций, многолетнюю благотворительную и общественную деятельность[14].
- 2024 — Медаль «375 лет Пожарной охране России»
- 2025 - Юбилейная медаль «Спецсвязь 85 лет»